# زلزال كونثبثيون 1657
في 15 مارس عام 1657، الساعة 20:00 بالتوقيت المحلي، وقع زلزال قبالة سواحل كونثيبثيون، منطقة بيوبيو التابعة للإمبراطورية الإسبانية (وسط تشيلي الحالية). تسبب الزلزال بأضرار جسيمة على طول الساحل، وتسبب في حدوث تسونامي كبير في خليج كونثيبثيون. قُتل ما لا يقل عن 40 شخصًا، معظمهم بسبب الغرق من تسونامي. كانت مدينة كونثيبثيون الأكثر تضرراً ، حيث دمرها الزلزال والتسونامي بالكامل.

## التأثير
في كونثيبثيون، سمع السكان صوت هديرٍ عالٍ. جعلت الحركات الأرضية الشديدة من الصعب على كثير من الناس الوقوف على أقدامهم. استمر الاهتزاز لمدة تصل إلى أربع دقائق. على الرغم من قوته، فقد وُصف الاهتزاز بأنه أضعف مقارنة بالزلازل السابقة التي وقعت في المنطقة. ومع ذلك، دُمّرت معظم المباني في المدينة في اللحظات الأولى من الزلزال. انهارت الكنائس والمنشآت العسكرية والمنازل. نجا من الدمار الكاتدرائية وعدة منازل بالقرب من أحد التلال. أبلغ السكان عن ظهور كرة نارية في السماء أثناء الزلزال. قال دييغو دي روساليس، الكاتب الإسباني بإن نهر بينكو بدأ بإغراق ضفافه. 
أسفر الزلزال عن أضرار جسيمة امتدت على طول الطريق إلى تشيلان، الواقعة في الداخل إلى الشرق، حيث دمر الزلزال كنيسة. وأُبلغ عن بعض الأضرار في سانتياغو وكويلوتا وأراوكو. أعيد بناء كاتدرائية سانتياغو على عجل بعد انهيارها في زلزال عام 1647. أعيد بناؤها مرة ثانية ولكنها  دُمّرت في عام 1730 خلال زلزال آخر. 

### التسونامي
في وقت وقوع الزلزال، شهد الساحل مدًا مرتفعًا ربما أدى إلى تفاقم آثار تسونامي. ضربت الموجة الأولى المكونة من ثلاث موجات تسونامي كبيرة بعد حوالي ساعة من الزلزال. ضربت موجتان إضافيتان في وقت لاحق، مما تسبب في مزيد من الضرر وتدمير المباني المتبقية السليمة في كونثيبثيون. كان أقصى ارتفاع لأكبر موجة 8 أمتار.  حملت الموجة الأولى سفينة تجارية إلى الداخل ووضعتها على سطح الدير. وصفت الموجة الثانية بأنها الأكبر، حيث اجتاحت السفينة وألقتها في بحيرة شاطئية. غمرت أمواج تسونامي المدينة بارتفاع لا يقل عن 4 أمتار. غمرت المياه منشأة دفاعية حديثة. في ساحة المدينة، لم تتسبب الأمواج بأضرار جسيمة، لكنها أغرقت كنيسة وعدة متاجر على أطرافها الشمالية. 

## أنظر أيضاً
- قائمة الزلازل في تشيلي
- قائمة الزلازل التاريخية
- قائمة تسونامي التاريخية

## ملحوظات
اقتباسات
1. ↑   http://dx.doi.org/10.4067/S0718-28132012000100004. {{استشهاد ويب}}: |url= بحاجة لعنوان (مساعدة) والوسيط |title= غير موجود أو فارغ (من ويكي بيانات) (مساعدة)
2. ↑  "Significant Earthquake Information". ngdc.noaa.gov. NOAA National Centers for Environmental Information. مؤرشف من الأصل في 2023-05-11. اطلع عليه بتاريخ 2022-02-04.
3. 1 2 3  Daniel M. Stewart (2019). "Historical tsunamis in the Concepcion bay, as seen in the reconstructed flood levels from the colonial city of Concepcion (Penco), Chile (1570-1835)" (PDF). SciELO. ج. 26 ع. 2: 97–127. DOI:10.4067/S0717-88322019000200097. ISSN:0717-8832. مؤرشف من الأصل (PDF) في 2023-05-11.
4. ↑  A. Udias؛ Raúl Madariaga؛ Elisa Buforn؛ Daniela Melissa Muñoz (2012). "The Large Chilean Historical Earthquakes of 1647, 1657, 1730, and 1751 from Contemporary Documents". Bulletin of the Seismological Society of America. ج. 102 ع. 4: 1639–1653. Bibcode:2012BuSSA.102.1639U. DOI:10.1785/0120110289. مؤرشف من الأصل في 2023-05-11.
5. ↑  "Tsunami Event Information". ngdc.noaa.gov. NOAA National Centers for Environmental Information. مؤرشف من الأصل في 2023-05-11. اطلع عليه بتاريخ 2022-02-04.